# Dendrodasys ponticus
Dendrodasys ponticus är en djurart som tillhör fylumet bukhårsdjur, och som beskrevs av Alexander Valkanov 1957. Dendrodasys ponticus ingår i släktet Dendrodasys och familjen Dactylopodolidae.
Artens utbredningsområde är Svarta Havet. Inga underarter finns listade i Catalogue of Life.